# Arıqdam
Arıqdam è un comune dell'Azerbaigian situato nel distretto di Gədəbəy. Conta una popolazione di 2 200 abitanti.